# Актанышское сельское поселение
Актанышское се́льское поселе́ние — муниципальное образование в Актанышском районе Татарстана Российской Федерации.
Административный центр — село Актаныш.

## История
Образовано в 1919 году как Актанышский сельсовет.
Статус и границы сельского поселения установлены Законом Республики Татарстан от 31 января 2005 года № 13-ЗРТ «Об установлении границ территорий и статусе муниципального образования "Актанышский муниципальный район" и муниципальных образований в его составе».

## Население
| 2010  | 2011  | 2012  | 2013  | 2014  | 2015  | 2016  |
| ----- | ----- | ----- | ----- | ----- | ----- | ----- |
| 8923  | ↘8912 | ↗9090 | ↗9172 | ↗9317 | ↗9488 | ↗9563 |
| 2017  | 2018  | 2019  | 2020  | 2021  |       |       |
| ↗9615 | ↗9707 | ↗9778 | ↗9797 | ↗9905 |       |       |

## Состав сельского поселения
| № | Населённый пункт | Тип населённого пункта       | Население |
| - | ---------------- | ---------------------------- | --------- |
| 1 | Актаныш          | село, административный центр | ↘9629     |